# Selva de Mar
Selva de Mar – stacja metra w Barcelonie, na linii 4. Stacja została otwarta w 1977.